# 潘特尔
潘特尔（法語：Peintre，法語發音：[pɛ̃tʁ] ⓘ）是法国汝拉省的一个市镇，属于多勒区。

## 地理
潘特尔（47°11'38"N, 5°28'54"E）面积6.34 平方千米，位于法国勃艮第-弗朗什-孔泰大區汝拉省，该省份为法国东部内陆省份，北起上索恩省，西北接科多尔省，西临索恩-卢瓦尔省，南至安省，东与杜省和瑞士接壤。
与潘特尔接壤的市镇（或旧市镇、城区）包括：潘特尔、欧克索讷、弗拉默朗、舍维尼、弗拉讷莱默利耶尔。

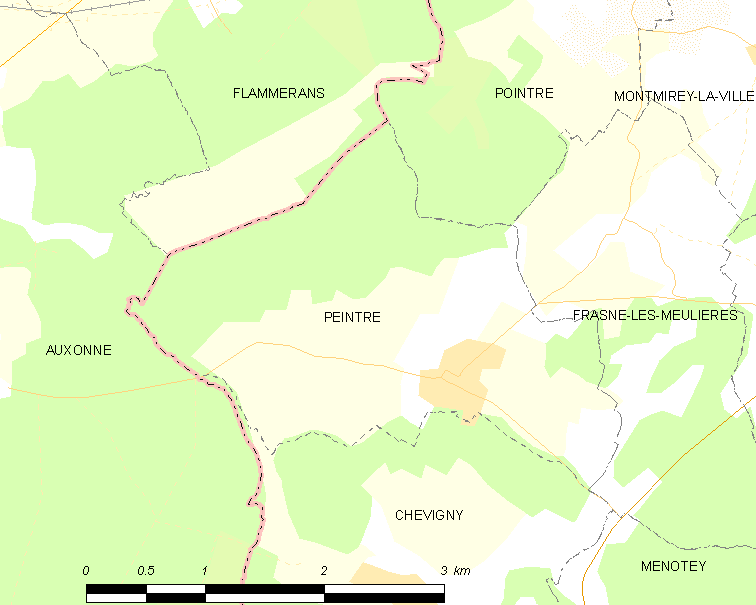
潘特尔的OSM定位图

潘特尔的时区为UTC+01:00、UTC+02:00（夏令时）。

## 行政
潘特尔的邮政编码为39290，INSEE市镇编码为39409。

## 政治
潘特尔所属的省级选区为欧蒂姆县。

## 人口

1962-2008年间潘特尔人口变化图示

潘特尔于2022年1月1日时的人口数量为134人。